# Amt Temnitz
Het Amt Temnitz is een samenwerkingsverband van zes gemeenten in het Landkreis Ostprignitz-Ruppin in de Duitse deelstaat Brandenburg. Het amt telt 5.479 inwoners. Het bestuurscentrum is gevestigd in Walsleben.

## Gemeenten
Het amt omvat de volgende gemeenten:
1. Dabergotz (610)
2. Märkisch Linden (1.244)
3. Storbeck-Frankendorf (538)
4. Temnitzquell (853)
5. Temnitztal (1.656)
6. Walsleben (841)

Breddin ·
Dabergotz ·
Dreetz ·
Fehrbellin ·
Heiligengrabe ·
Herzberg (Mark) ·
Kyritz ·
Lindow ·
Märkisch Linden ·
Neuruppin ·
Neustadt (Dosse) ·
Rheinsberg ·
Rüthnick ·
Sieversdorf-Hohenofen ·
Storbeck-Frankendorf ·
Stüdenitz-Schönermark ·
Temnitzquell ·
Temnitztal ·
Vielitzsee ·
Walsleben ·
Wittstock/Dosse ·
Wusterhausen/Dosse ·
Zernitz-Lohm